# Didier Blanc
Pour les articles homonymes, voir Blanc (homonymie).
Didier Blanc, né le 7 juin 1984, est un skieur français.

## Palmarès

### Grande course
- -  la Pierra menta 2011 et 2019
  -  la Mezzalama 2011

### Championnats du monde
- 2015 à verbier,  Suisse
  -  Médaille d'argent en relais

- 2011 à Tambre,  Italie
  -  Médaille de bronze par équipes
  -  Médaille de bronze en relais

- 2010 à Valira,  Andorre
  -  Médaille d'or par équipes
  -  Médaille d'or du combiné
  -  Médaille de bronze en individuel
  -  Médaille de bronze en relais